# Wappen der Provinz Badajoz

Wappen der Provinz Badajoz seit 27. Oktober 1868

Das Wappen der Provinz Badajoz folgt dem nach der Gründung der spanischen Provinzen im November 1835 oft nachgeahmten Brauch, das Wappen ihrer Hauptstadt zu übernehmen. Bestätigt wurde dieses Wappen durch eine Plenarentscheidung der Abgeordnetenkammer der Provinz vom 27. Oktober 1868. Es erschien in dieser Form auch am 11. Juni 1962 auf der sechsten Briefmarke der Serie Escudos provinciales españoles. Die Real Academia de la Historia bestätigte das Wappen erneut am 21. März 1991.

## Beschreibung
In der Heraldik werden die Bezeichnungen rechts und links grundsätzlich aus der Sicht der Person verwendet, die den Schild vor sich her tragen würde, also entgegengesetzt zur Sicht des Betrachters.
Das Wappen der Provinz Badajoz besteht aus einem blauen Schild, worauf auf grünem Schildfuß ein aufrechter, roter, rot bewehrter und gezungter, golden gekrönter Löwe steht, der rechts von einer silbernen Säule begleitet wird. Diese ist mit einem goldenen Spruchband umwunden, welche die Inschrift PLVS VLTRA in roten Lettern trägt. Auf dem Schild liegt die geschlossene Königskrone Spaniens.

## Herkunft der Wappenbestandteile
Der gekrönte Löwe im Wappen von Badajoz stammt aus dem Wappen des Königreichs León. Dies geht auf die Eroberung von Badajoz von den Mauren im Jahre 1228 durch König Alfons IX. zurück. Er taucht erstmals in einem Siegel des Rates der Stadt vom 28. Mai 1255.
Die Säule, welche eine der Säulen des Herakles symbolisiert, taucht im Wappen erstmals 1541 auf und wurde der Stadt auf Vermittlung des Geschichtsschreibers und Genealogen Pedro de Gracia Dei (* um 1465; † um 1530) durch Kaiser Karl V. (als spanischer König Karl I.) verliehen. Bezüglich der Säule gibt es die Theorie, dass diese bereits vorher der Klöppel (spanisch badajo) einer Glocke war, was ein sprechendes Symbol für der Namen der Stadt wäre.
Das Spruchband mit dem Motto PLVS VLTRA stammt aus dem persönlichen Wappen Kaiser Karls V. Es wurde dem spanischen Königswappen ab 1520 beigefügt und verdeutlicht den überseeischen Herrschaftsanspruch Spaniens.